# Saint-Poix
Saint-Poix är en kommun i departementet Mayenne i regionen Pays de la Loire i nordvästra Frankrike. Kommunen ligger i kantonen Cossé-le-Vivien som tillhör arrondissementet Château-Gontier. År 2022 hade Saint-Poix 391 invånare.

## Befolkningsutveckling
Antalet invånare i kommunen Saint-Poix
| Referens: INSEE |